# Incidente del Fiume Azzurro
L'incidente del Fiume Azzurro, anche incidente della Amethyst o incidente dello Yangtze, ebbe luogo tra il 20 e il 21 aprile 1949 nell'ambito dei più ampi eventi della guerra civile cinese: la fregata HMS Amethyst della Royal Navy britannica, in navigazione lungo il Fiume Azzurro in Cina in forza dei trattati di epoca coloniale che davano alle potenze mondiali il diritto di navigare attraverso il corso d'acqua, finì sotto il fuoco di batterie d'artiglieria dell'Esercito Popolare di Liberazione comunista appostate sulla riva settentrionale del fiume, nel corso di una fase di pesanti combattimenti contro le forze nazionaliste; la Amethyst fu pesantemente danneggiata e infine costretta ad arenarsi su un banco fangoso lungo il fiume, con numerose vittime tra il suo equipaggio.
Due diversi tentativi di soccorrere la fregata intrapresi da altre unità della Royal Navy fallirono sotto il fuoco dell'artiglieria cinese, con ulteriori perdite umane tra gli equipaggi britannici; lo scontro si trasformò quindi in uno stallo, con la Amethyst bloccata sul corso del fiume e circondata dai reparti cinesi. Mentre entrambe le parti ingaggiavano colloqui diplomatici, la situazione si sbloccò infine nella notte tra il 30 e il 31 luglio 1949 quando la Amethyst riuscì a eludere la sorveglianza cinese e a raggiungere il mare aperto.

## Antefatti

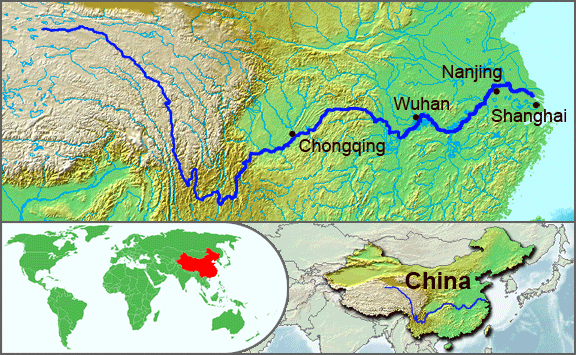
L'area del Fiume Azzurro in Cina

Il Fiume Azzurro è il più lungo corso d'acqua della Cina con quasi 5 800 chilometri di alveo, e in particolare il suo tratto finale di circa 300 chilometri, navigabile anche per imbarcazioni di grosse dimensioni, costituì per molto tempo una delle principali vie di comunicazione tra il porto di Shanghai alla foce del fiume e la città di Nanchino, a lungo capitale della Repubblica di Cina, nell'interno. Per tale ragione, il fiume fu oggetto dei cosiddetti "trattati ineguali", la serie di accordi diplomatici imposti alla Cina dalle principali potenze mondiali nel corso della seconda metà del XIX secolo e dei primi anni del XX che di fatto istituivano una sorta di regime coloniale internazionale sulle terre cinesi: in particolare, già il trattato di Nanchino del 1842, conclusivo della prima guerra dell'oppio, impose alla Cina l'apertura al commercio internazionale del porto di Shanghai (compreso nella lista dei cosiddetti "Treaty ports"), dove gli insediamenti commerciali aperti da britannici, statunitensi e francesi andarono a costituire una concessione internazionale dotata di extraterritorialità.
I vari trattati riconoscevano inoltre alle potenze mondiali il diritto di dislocare nei porti cinesi e far navigare nelle acque interne della Cina proprie unità navali da guerra, al fine di mantenere aperti al commercio i porti concordati e di garantire protezione militare ai propri cittadini e ai propri interessi economici e politici. Britannici e statunitensi presero quindi l'abitudine di dislocare abitualmente proprie cannoniere e unità leggere a Shanghai e Nanchino: la Royal Navy in particolare istituì un comando apposito (China Station) per dirigere le proprie attività navali nelle acque cinesi, con quartier generale a Singapore e sedi distaccate a Hong Kong e Weihai. Interrotto nel periodo della seconda guerra mondiale a causa del conflitto con il Giappone, il tradizionale dislocamento di unità navali britanniche a Shanghai e nel Fiume Azzurro riprese a partire dal 1946, nell'ottica di un progetto politico del Regno Unito teso a ripristinare e mantenere i propri privilegi di stampo coloniale in Cina, nonostante la situazione nel paese stesse inevitabilmente mutando.
All'inizio del 1949 gli eventi della ormai pluridecennale guerra civile cinese presero decisamente una piega favorevole alle forze comuniste di Mao Tse-tung, impegnate in una dura lotta contro i nazionalisti del Kuomintang capitanati da Chiang Kai-shek: dopo la decisiva vittoria riportata nella campagna di Huaihai nel nord del paese, le forze dell'Esercito Popolare di Liberazione comunista (EPL) presero Pechino il 31 gennaio 1949, respingendo verso sud le indebolite truppe nazionaliste e procedendo alla volta della capitale Nanchino. I nazionalisti stabilirono una linea di difesa lungo la sponda sud del Fiume Azzurro, e il 9 aprile l'area del bacino fu dichiarata dall'EPL come zona di guerra, formalmente interdetta al passaggio e alla navigazione; l'EPL iniziò ad ammassare sulla riva nord quasi un milione e mezzo di uomini con centinaia di pezzi di artiglieria, in previsione di un attraversamento pianificato per la fine del mese.

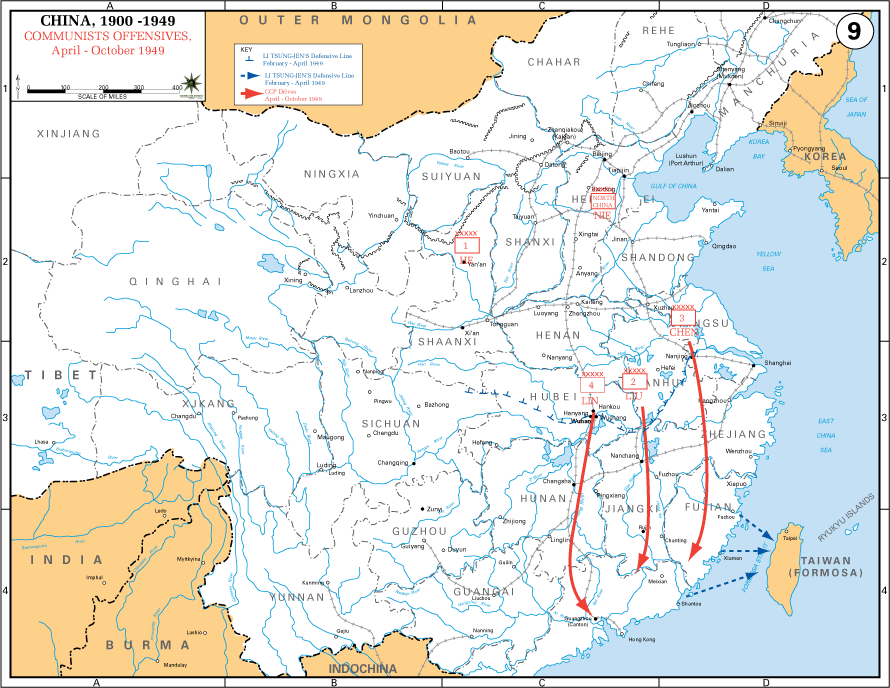
L'andamento delle operazioni della guerra civile cinese tra l'aprile e l'ottobre del 1949

## L'incidente

### L'attacco allaAmethyst
In virtù dei Trattati di Tientsin del 1858, l'ambasciata britannica a Nanchino godeva del permesso di disporre di un contingente militare a guardia delle proprie strutture, ivi compresa un'unità da guerra della Royal Navy. Assegnato a questo compito, ai primi di aprile del 1949 il cacciatorpediniere HMS Consort attendeva quindi di essere rilevato per cambio turno dalla fregata HMAS Shoalhaven della Royal Australian Navy, in quel momento ancorata a Shanghai; preoccupato per il peggiorare della situazione bellica lungo le rive del Fiume Azzurro, però, l'ambasciatore australiano a Nanchino chiese al suo omologo britannico, Ralph Stevenson, di sostituire la Shoalhaven con un'unità della Royal Navy. Stevenson girò la richiesta al quartier generale della China Station, in quel momento retto dal viceammiraglio Alexander Madden in sostituzione del suo titolare, l'ammiraglio Patrick Brind: Madden scelse per questo compito la HMS Amethyst, una fregata (sloop-of-war nell'iniziale classificazione della Royal Navy) appartenente a una versione modificata della classe Black Swan, veterana della seconda guerra mondiale e armata con sei cannoni da 101,6 mm.
La Amethyst fu fatta rientrare da Hong Kong a Shanghai per il 13 aprile, da dove poi salpò la mattina del 19 aprile alla volta di Nanchino agli ordini del capitano di corvetta Bernard Skinner; informato dei combattimenti in corso tra nazionalisti e comunisti, per indicare la sua estraneità alla lotta Skinner fece innalzare sugli alberi della nave due grosse insegne della marina britannica (White Ensign), oltre a far dipingere lungo lo scafo una fila di Union Jack. Dopo aver risalito il fiume per circa 100 miglia alla velocità di 11 nodi, nel pomeriggio del 19 aprile la fregata raggiunse Jiangyin dove ormeggiò per la notte; l'unità si sistemò vicino ad alcune imbarcazioni della marina nazionalista, e vista la vicinanza delle forze comuniste i cinesi le imposero un totale oscuramento. Skinner riprese la navigazione la mattina del 20 aprile, ma alle 8:30, a poche miglia da Jiangyin, l'unità fu fatta oggetto di una dozzina di colpi d'artiglieria sparati dalla riva nord e caduti nelle sue vicinanze, probabilmente colpi d'avvertimento dell'EPL: il comandante interpretò le cannonate solo come un semplice scambio di colpi tra le opposte fazioni cinesi, e fatte stendere altre due bandiere britanniche lungo le fiancate riprese la navigazione alla velocità aumentata di 19 nodi.

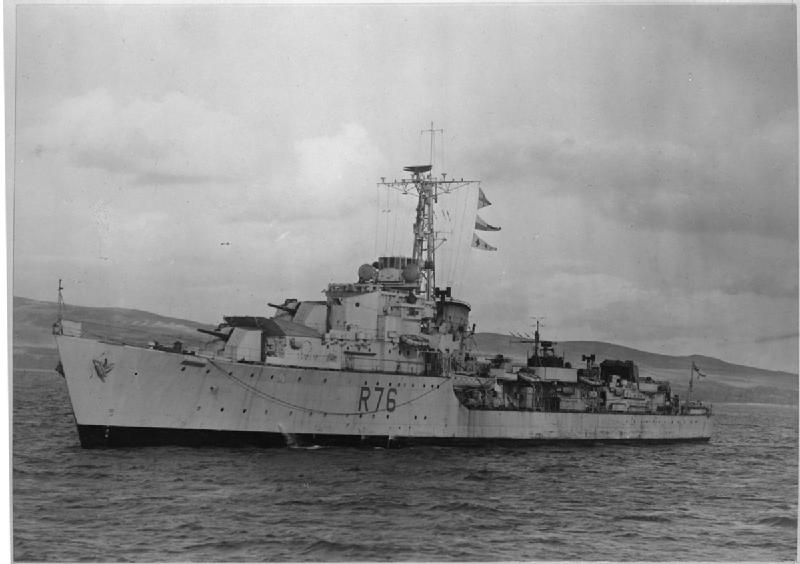
Il cacciatorpediniere

Intorno alle 09:20 la Amethyst giunse in vista del villaggio di San Chiang Ying, dove era posizionata una batteria di cannoni dell'EPL, parte della 18ª Divisione di artiglieria: senza altri avvertimenti i cinesi aprirono subito il fuoco sull'unità britannica con cannoni campali da 101 e 76,2 mm e pezzi controcarro da 37 mm, sparando ad alzo zero. Il comandante Skinner ordinò la massima velocità, ma la fregata fu subito colpita in rapida successione: un proiettile centrò in pieno la plancia ferendo gravemente Skinner e gran parte dei suoi ufficiali, un secondo colpì la timoneria e un terzo mise fuori uso le torrette dell'armamento principale a prua. Intorno alle 09:35 la Amethyst, ormai fuori controllo, finì con l'arenarsi su un banco fangoso presso l'isola di Lo Cheng Chow: gli artiglieri dell'EPL continuarono il tiro sull'unità immobilizzata, centrando l'infermeria e uccidendo il medico e l'infermiere di bordo.
L'unico ufficiale superstite, il direttore di tiro tenente di vascello Geoffrey Weston, diede ordine di abbandonare la nave ai membri dell'equipaggio ancora in grado di muoversi: 59 marinai e 4 inservienti cinesi si gettarono in acqua, ma furono oggetto di colpi di mitragliatrice sparati dalle postazioni dell'EPL che uccisero due dei britannici e ne ferirono diversi altri; dieci degli uomini gettatisi in acqua risalirono a bordo della Amethyst, dove erano rimasti Weston e altri 51 uomini impossibilitati a muoversi o impegnati a distruggere i documenti e le apparecchiature riservate, mentre gli altri raggiunsero le postazioni nazionaliste sulla riva sud da dove furono poi evacuati verso Shanghai. I cinesi cessarono il tiro con l'artiglieria, ma continuarono a sparare raffiche di mitragliatrice contro chiunque cercasse di muoversi a bordo della nave; in totale, l'equipaggio della fregata aveva avuto 19 morti e 25 feriti gravi.

### I tentativi di soccorso
Weston riuscì a inviare una comunicazione dell'attacco al comando della China Station: il viceammiraglio Madden ne informò l'ambasciata britannica a Nanchino, e ordinò al cacciatorpediniere Consort, distante non più di 60 miglia dal luogo dell'attacco, di accorrere in aiuto della Amethyst. Intorno alle 14:30, preceduto da un'incursione aerea dei nazionalisti sulle postazioni dell'EPL, il cacciatorpediniere comparve sul luogo dello scontro: al comando del capitano di fregata Ian Robertson, il Consort procedeva alla sostenuta velocità di 30 nodi e con una decina di bandiere britanniche bene in vista, ma fu subito oggetto del tiro dei cannoni cinesi a cui rispose con i suoi pezzi principali da 120 mm e con quelli antiaerei da 40 mm. Continuando a sparare, Robertson manovrò intorno alla Amethyst nel tentativo di prenderla a rimorchio, ma dopo due ore di tentativi dovette desistere: finito sotto il tiro di più batterie cinesi, il Consort dovette interrompere l'azione e ripiegare su Shanghai dopo aver incassato 56 colpi di cannone (più vari altri che lo trapassarono senza esplodere) che provocarono la distruzione della timoneria, della sala radio e delle torri di prua oltre a 12 morti e 30 feriti tra l'equipaggio.

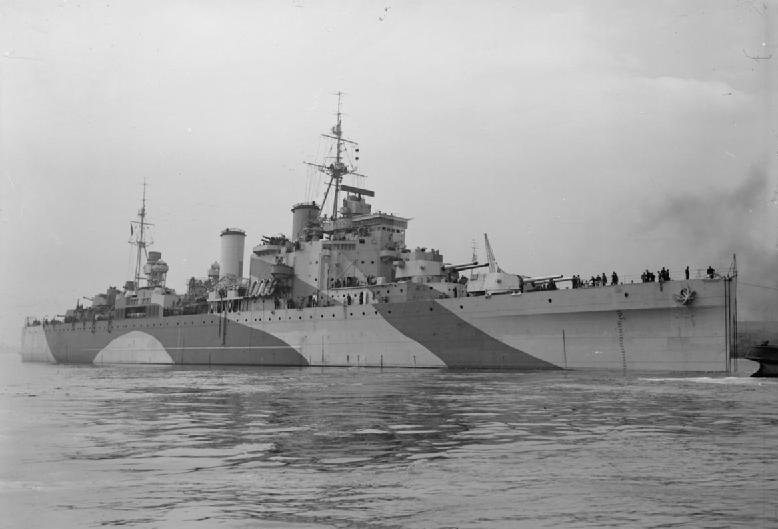
L'incrociatore

Scesa la notte Weston, benché egli stesso ferito, riuscì a disincagliare la Amethyst dopo aver alleggerito lo scafo di ogni peso inutile, e intorno alle 01:15 del 21 aprile riuscì a far guadagnare alla martoriata unità una nuova posizione presso Hsiao Ho, a due miglia di distanza. Alle prime ore del mattino i britannici fecero un secondo tentativo di soccorrere l'unità: messi in allarme dal pomeriggio precedente, giunsero da Shanghai dopo una sosta notturna a Jiangyin l'incrociatore pesante HMS London e la fregata HMS Black Swan; il viceammiraglio Madden riteneva che la presenza del London, una grossa unità della classe County di 13 400 tonnellate di dislocamento e armata con otto cannoni da 203 mm, avrebbe scoraggiato i cinesi dal riprendere le ostilità, ma così non accadde. Verso le 10:36, a circa 15 miglia più a monte dell'ancoraggio di Jiangyin, le due unità finirono sotto il tiro di una batteria dell'EPL, a cui il London rispose con i suoi grossi calibri per circa quattro minuti; intorno alle 11:05, nelle vicinanze di Kuo Chieng Chiang e ormai a 19 miglia di distanza dalla Amethyst, le due unità finirono di nuovo sotto il fuoco dell'artiglieria comunista: un proiettile centrò in pieno la plancia uccidendo il pilota cinese e ferendo diversi ufficiali tra cui il comandante capitano John Hodges, mentre i pezzi controcarro da 37 mm in dotazione ai cinesi sparavano colpi ad alta velocità in grado di perforare le torrette corazzate dell'incrociatore.
Visti i danni, e davanti alla prospettiva di dover ripercorrere la stessa rotta a lento moto con la Amethyst a rimorchio, il capitano Hodges ordinò di interrompere l'azione e di ritirarsi: la virata del grosso London, una manovra non semplice all'interno del corso del fiume e che provocò danni alle eliche per l'urto con la riva, si concluse intorno alle 11:20 e le due unità britanniche ridiscesero il fiume, finendo sotto il tiro di altre cinque diverse postazioni di artiglieria dell'EPL. Lo scontro si concluse solo verso le 13:45: il London aveva riportato 14 morti e 30 feriti tra l'equipaggio mentre la Black Swan, protetta per gran parte dello scontro dalla massa dell'incrociatore, ebbe nove feriti e alcuni danni minori all'opera morta; il solo incrociatore aveva sparato 132 colpi da 203 mm e altri 449 con i suoi cannoni secondari da 102 mm.

## Lo stallo

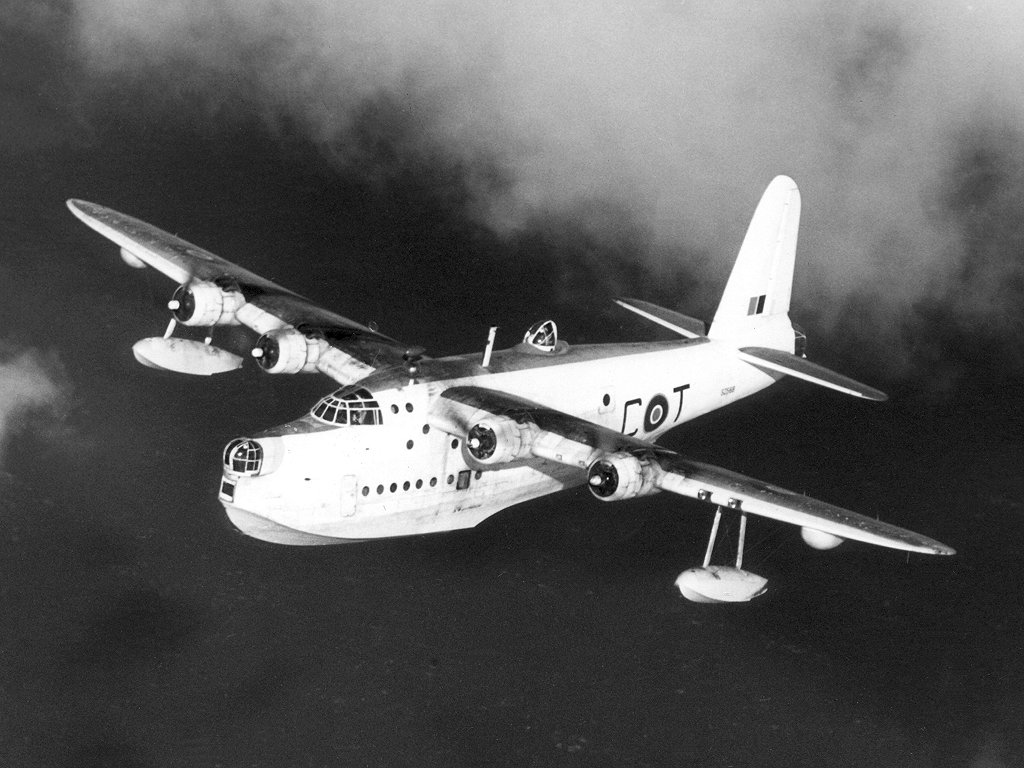
Uno Short S.25 Sunderland della Royal Air Force

Verso le 16:00 del 21 aprile un idrovolante Short S.25 Sunderland della Royal Air Force partito da Hong Kong ammarò nelle vicinanze della Amethyst per recapitare medicine per i feriti a bordo; un sampan cinese riuscì a trasportare a bordo della fregata il materiale sanitario oltre a un medico della RAF, il flight lieutenant Michael Fearnley, ma l'artiglieria dell'EPL prese sotto mira il velivolo britannico che non poté fare altro che decollare e ritirarsi. Nella notte tra il 21 e il 22 aprile altri sampan condotti dai nazionalisti riuscirono a evacuare dalla Amethyst 20 tra i feriti più gravi, trasportati a Nanchino e poi evacuati a Shanghai con uno degli ultimi treni partiti dalla capitale cinese prima del suo abbandono da parte delle forze del Kuomintang; il comandante Skinner morì nel corso della notte per le ferite riportate nello scontro.
La Amethyst risalì il fiume per circa 10 miglia, ancorandosi nella zona di Chon Chen Mou al di fuori del raggio di tiro delle batterie comuniste sulla riva nord del fiume; intorno alle 13:00 del 22 aprile il Sunderland della RAF comparve nuovamente sopra la nave, ma fu accolto da un intenso fuoco antiaereo dalle postazioni dell'EPL e dopo due falliti tentativi di ammarare dovette ritirarsi verso est. Quel pomeriggio giunse sulla Amethyst il cap di corvetta John S. Kears, assistente dell'addetto navale britannico all'ambasciata di Nanchino e giunto dalla capitale dopo un difficile viaggio via terra; Kears sostituì al comando dell'unità il ferito Weston, che fu sbarcato e inviato a Shanghai per le cure. L'intenzione di Kears era quella di abbandonare l'unità ed evacuare l'equipaggio con l'aiuto dei nazionalisti, ma quello stesso 22 aprile l'EPL diede il via al pianificato attraversamento del Fiume Azzurro: i nazionalisti sgombrarono la riva nord del fiume quella sera stessa, e il giorno successivo Nanchino fu occupata dai comunisti.
La Amethyst, ora con un equipaggio di 4 ufficiali e 69 tra sottufficiali e marinai, si ritrovò completamente isolata all'interno delle linee dell'EPL; i cinesi circondarono l'unità con postazioni di mitragliatrici e di artiglieria, ma non tentarono altri attacchi e si limitarono a intimare alla nave di non lasciare il suo ancoraggio. A Londra l'attacco alla Amethyst aveva provocato un duro dibattito politico: il 26 aprile il primo ministro Clement Attlee intervenne sulla vicenda sostenendo il diritto del Regno Unito di far navigare le proprie unità sul Fiume Azzurro in virtù dei precedenti trattati, mentre dall'opposizione Winston Churchill chiese azioni di rappresaglia come bombardamenti delle postazioni dell'EPL da parte degli aerei imbarcati sulle portaerei britanniche nel Mar Cinese Orientale; per tutta risposta il 30 aprile Mao rilasciò una dichiarazione in cui disconosceva il contenuto dei precedenti trattati firmati dalla Cina e dichiarava i fiumi cinesi come vie d'acqua interne, dove le navi straniere potevano entrare solo dietro autorizzazione del governo di Pechino.
Il 18 maggio, ormai al 28º giorno di blocco della Amethyst, il comandante Kears fu convocato dai cinesi a Chongqing e presentato a una delegazione dell'EPL guidata da un certo colonnello Khang, un commissario politico di alto grado; dopo vari negoziati, Kears ottenne dai cinesi l'assicurazione che nessun attacco sarebbe stato tentato alla nave se essa non si fosse mossa dal suo ancoraggio, e che i civili cinesi potessero avvicinarsi alla fregata per vendere all'equipaggio dei generi alimentari. Le trattative tra le due parti proseguirono lente, con i cinesi intenzionati ad ottenere da Londra delle scuse ufficiali per lo "sconfinamento" della Amethyst e un risarcimento per le proprie vittime subite negli scontri con i britannici, indicate in 252 uomini. Ancora più isolato dopo la caduta di Shanghai nelle mani dell'EPL il 23 maggio 1949, l'equipaggio della Amethyst dovette attendere a bordo dell'unità immobile, con una temperatura che raggiungeva anche i 42° e continui black-out a causa della carenza di combustibile.

## La fuga dellaAmethyst
I negoziati tra cinesi e britannici sul destino della Amethyst finirono con il riguardare anche il futuro assetto territoriale tra le due nazioni: condotti da Zhou Enlai per i cinesi (futuro primo ministro e ministro degli esteri della "Repubblica Popolare Cinese", proclamata poi ufficialmente il 1º ottobre 1949) e dall'ambasciatore Ralph Stevenson per i britannici, i negoziati riuscirono infine a pervenire a un accordo a fine giugno in base alla quale i britannici si impegnarono a rispettare l'integrità territoriale della Cina, a cancellare le concessioni e i privilegi esistenti sulla base dei "trattati iniqui" e a cessare ogni appoggio al Kuomintang, ottenendo in cambio il riconoscimento dei loro diritti su Hong Kong; poiché l'accordo prevedeva il ritiro delle unità della Royal Navy dalle acque cinesi, i britannici sfruttarono tale clausola per sollevare il problema dell'evacuazione della Amethyst, ormai bloccata da quasi tre mesi.

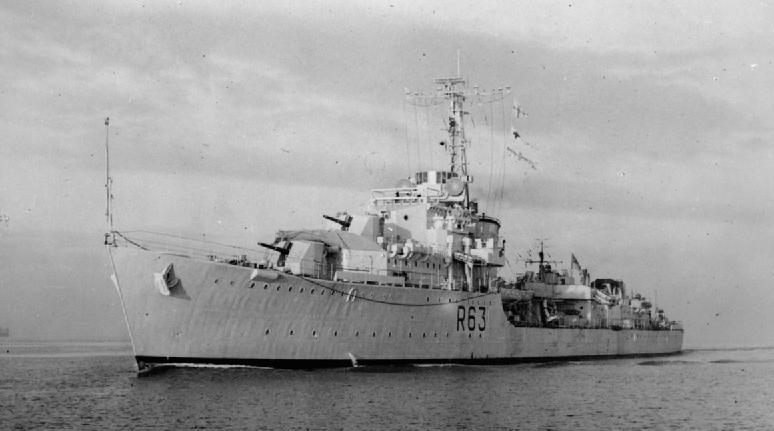
Il cacciatorpediniere

Il 9 luglio 1949 il colonnello Kang diede l'autorizzazione affinché una giunca cinese recapitasse a bordo della fregata britannica 60 tonnellate di carburante, mentre il 18 luglio a due marinai britannici feriti nel precedente scontro, curati in un ospedale dell'EPL e trattenuti fino ad allora dai cinesi, fu permesso di rientrare a bordo della Amethyst. Le comunicazioni radio tra la Amethyst e il comando britannico erano attentamente monitorate dall'EPL, visto che si svolgevano in chiaro a causa della distruzione dei codici di cifratura a bordo dell'unità, ma Madden riuscì a far pervenire un messaggio apparentemente innocuo in cui ordinava a Kears di mollare gli ormeggi e prendere velocemente il largo nel caso che la zona fosse colpita da un tifone: era il segnale di prepararsi alla fuga alla prima occasione utile.
Kears decise di agire nella notte tra il 29 e il 30 luglio seguenti: sfruttando l'assenza di luna e l'imperversare nella zona di un tifone tropicale, la Amethyst lasciò gli ormeggi e, girata la prua, iniziò a ridiscendere il fiume trascinata dalla corrente e nella più assoluta oscurità; la fregata si mise nella scia di un mercantile cinese che discendeva il fiume, coperta dalla forte pioggia. Percorse circa 50 miglia, l'unità raggiunse l'ancoraggio di Jiangyin ora presidiato da una batteria di artiglieria e da una cannoniera dell'EPL: mentre il mercantile cinese accostava per i controlli Kears dette ordine di accelerare alla massima velocità, sfilando davanti ai sorpresi cinesi e speronando anche una giunca da trasporto che si era ritrovato davanti; nella confusione i soldati dell'EPL aprirono il fuoco, ma confusi finirono con il dirigere il tiro sul mercantile cinese e la Amethyst poté allontanarsi a tutta velocità.
Alle 02:30 Kears comunicò a Madden di aver percorso ormai più di 100 miglia e di avere il fiume libero davanti a lui. Il viceammiraglio Madden aveva collocato all'imboccatura del fiume, presidiata da alcune fortificazioni cinesi collocate a Baoshan e Wusong, una squadra navale con l'incrociatore HMS Jamaica e quattro cacciatorpediniere con l'ordine di assistere la Amethyst e di aprire il fuoco sulle postazioni cinesi se queste avessero iniziato a sparare; intorno alle 03:00 il cacciatorpediniere HMS Concord si mosse verso la foce per mettere sotto tiro i forti di Wusong, giungendo in posizione un'ora più tardi. Alle 05:00, con il sole che stava ormai sorgendo, la Amethyst giunse in vista della foce: il Concord sconfinò nelle acque territoriali cinesi e si frappose tra la fregata e i forti di Wusong pronto a fare fuoco, ma i cinesi non reagirono e le due unità poterono allontanarsi indisturbate; alle 05:30 Kears trasmise un messaggio divenuto poi celebre nella Royal Navy: «Have rejoined the fleet south of Woosung. No damage. No casualties. God save the King!» («Riuniti alla flotta a sud di Wusong. Niente danni. Niente perdite. Dio salvi il Re!»).
Erano trascorsi 101 giorni dall'inizio dell'incidente: nel suo viaggio di ritorno la Amethyst aveva coperto 160 miglia di navigazione in 7 ore e mezzo, procedendo alla velocità media di 22 nodi di notte e con il maltempo, con una nave danneggiata e un equipaggio dimezzato, senza radar, girobussola e carte nautiche di quella parte di fiume. La fregata giunse infine a Hong Kong il 3 agosto, e Kears fu poi insignito dell'onorificenza della Distinguished Service Order; in totale, l'"incidente" del Fiume Azzurro aveva provocato 46 morti e il ferimento di altri 95 tra gli equipaggi della Royal Navy coinvolti.

## Nella cultura di massa
I fatti dell'incidente del Fiume Azzurro furono oggetto nel 1957 di un film britannico, Yangtse Incident: The Story of H.M.S. Amethyst (Fuoco sullo Yangtse nell'edizione in italiano), per la regia di Michael Anderson e con Richard Todd nel ruolo di John Kears; la stessa Amethyst, ormai in via di radiazione dal servizio, fu utilizzata per le riprese del film.